# Същински големокраки кокошки
Същинските големокраки кокошки (Megapodius) са род птици от семейство Големокраки кокошки (Megapodiidae).
Таксонът е описан за пръв път от френския лекар и естественик Жозеф Пол Гемар през 1823 година.

## Видове
- Megapodius affinis
- Megapodius bernsteinii
- Megapodius cumingii
- Megapodius eremita
- Megapodius freycinet
- Megapodius geelvinkianus
- Megapodius laperouse
- Megapodius layardi
- Megapodius nicobariensis
- Megapodius pritchardii
- Megapodius reinwardt
- Megapodius tenimberensis